# Symfonie nr. 13 (Brian)
Havergal Brian voltooide zijn Symfonie nr. 13 in december 1959.
Deze symfonie werd geschreven toen Brian onder invloed stond van de klassieke literatuur. Symfonie nr. 12 begon als een voorspel tot een poging tot de opera Agamemnon; symfonie nr. 13 wordt ook wel gezien als opstap naar opera Antigone. De eendelige symfonie, een aanzet tot meerdere soortgelijke werken, heeft een groot symfonieorkest nodig. Die eendeligheid is schijn, het bestaat uit de introductie en drie daaropvolgende spanningsbogen. Brian leefde zich in dit werk uit op het lage register en het zware koperwerk, hetgeen een donkere klank teweegbrengt in het gehele werk. Gedurende de zeventien minuten is er een aantal tempo- en stemmingswisselingen: Adagio – Andante moderato ma marcato – Andante con moto – Adagio – Piu movimento ma sostenuto – Adagio – Allegro vivo e ritmo marcato molto e leggiero – moderato.
Het werk is nog nooit publiekelijk uitgevoerd in de concertzaal. Er is slechts een radio-uitvoering bekend (23 juni 1976, BBC, Royal Philharmonic Orchestra o.l.v. Stanley Pope) en een plaatopname (31 mei en 1 juni 2012, Dotton Vocalion, Royal Scottish National Orchestra o.l.v. Martyn Brabbins, wereldpremière qua opname). Het werk is opgedragen aan collega-componist Robert Simpson, die enige tijd streed om werken van Brian te laten uitvoeren, maar er bij dit werk dus niet in slaagde.

## Orkestratie
- 4 dwarsfluiten (IV ook piccolo), 3  hobo’s (I ook althobo), 3 klarinetten (III ook basklarinet), 4 fagotten (IV ook contrafagot)
- 4 hoorns, 4 trompetten, 4 trombones, 1 tuba, 1 eufonium
- pauken, percussie (bekkens, kleine en grote troms, triangel, xylofoon, glockenspiel), 2 harpen, celesta
- violen, altviolen, celli, contrabassen

Symfonie nr. 1 "Gotische"  · 2 · 3 · 4 · 5 · 6 · 7 · 8 · 9 · 10 · 11 · 12 · 13 · 14 · 15 · 16 · 17 · 18 · 19 · 20 · 21 · 22 · 23 · 24 · 25 · 26 · 27 · 28 · 29 · 30 · 31 · 32